# 尾崎直道
尾崎 直道（おざき なおみち、1956年5月18日 - ）は、徳島県出身のプロゴルファー。愛称はジョーまたはジョー尾崎。同じくプロゴルファーで兄の尾崎将司（ジャンボ）、尾崎健夫（ジェット）と3人で「尾崎3兄弟」と呼ばれる。
ジョー（JOE）の由来は長兄のジャンボ（JUMBO）、次兄のジェット（JET）と頭文字がJで始まるニックネームだった為、同じJで始まるニックネームを公募して付けられた。
千葉日本大学第一高等学校出身。

## 経歴
ゴルフを始めたのは15歳。本人曰く「野球では、甲子園を沸かせた兄達にかなわないと思った」。1977年プロデビュー。
1984年に静岡オープンで初優勝。1991年と1999年に日本ゴルフツアーの賞金王（賞金ランキング1位）になった。
1993年からアメリカPGAツアーに参戦し、8年間にわたってシード権を守った。日本とアメリカの両国で活動を続けてきたが、2001年シーズンをもってUSPGAツアーから撤退した。
2006年からは、チャンピオンズツアー（米シニアツアー）に参戦している。日本の男子ツアーでは7人しかいない永久シード（ツアー25勝以上）保持者である。国内ツアーは通算32勝。工作機械のソディックに所属。1984年、1991年、1999年に、報知プロスポーツ大賞（男子ゴルフのカテゴリ）を受賞。

## 主な優勝
- 1984年 - 静岡オープンゴルフトーナメント、札幌とうきゅうオープン、KBCオーガスタゴルフトーナメント
- 1985年 - 日経カップ 中村寅吉メモリアル
- 1986年 - ペプシ宇部興産オープン
- 1987年 - 関東プロ選手権
- 1988年 - 札幌とうきゅうオープン、NST新潟オープンゴルフトーナメント、ANAオープン、日本シリーズ日立カップ
- 1989年 - 瀬戸内海オープン
- 1990年 - 日本プロゴルフマッチプレー選手権、日本シリーズ日立カップ
- 1991年 - カシオワールドオープンゴルフトーナメント、日経カップ 中村寅吉メモリアル、サントリーオープンゴルフトーナメント、日本シリーズ日立カップ
- 1992年 - サントリーオープン、ラークカップゴルフ
- 1994年 - アコムインターナショナル
- 1996年 - フィリップモリス・チャンピオンシップ
- 1997年 - PGAフィランソロピートーナメント、ウッドワンオープン広島ゴルフトーナメント
- 1999年 - 日本プロゴルフ選手権大会、つるやオープンゴルフトーナメント、日本オープンゴルフ選手権競技
- 2000年 - 日本オープンゴルフ選手権競技
- 2003年 - ブリヂストンオープンゴルフトーナメント
- 2005年 - 中日クラウンズ、つるやオープン
- 2012年 - コマツオープン2012
- 2014年 - 日本プロゴルフシニア選手権大会

太字は公式戦（メジャー）